# Lem (anatomi)
 For alternative betydninger, se Lem. (Se også artikler, som begynder med Lem)
Et lem er en arm eller et ben, dvs. det, der i lægesprog anføres som henholdsvis en over- og underekstremitet. I erotikken bruges betegnelsen lem ofte om en penis.
En ekstremitet er en medicinsk betegnelse for lemmer, for eksempel arme (overekstremiteter) og ben (underekstremiteter).
Af latin: extremus: yderst: det yderste stykke.
| Anatomi | Spire Denne artikel om anatomi er en spire som bør udbygges. Du er velkommen til at hjælpe Wikipedia ved at udvide den. |